# Hymn Mordowii
Hymn Mordowii (ros. Гимн Республики Мордовия, erz. Мордовиянь инелмаморо), znany też jako Szumbrat, Mordowija! – jeden z symboli państwowych Mordowii, republiki autonomicznej w składzie Federacji Rosyjskiej. Autorem tekstu jest S. Kiniakin, muzykę skomponowała N. Koszelewa. Hymn został oficjalnie przyjęty 30 marca 1995.

## Tekst
Tekst hymnu Mordowii jest napisany w jej trzech państwowych językach: moksza (1. strofa), erzja (2. strofa) oraz rosyjskim (3. strofa). Refren hymnu jest napisany w dwóch z tych języków, moksza oraz erzja.